# World Games 2017/Teilnehmer (Montenegro)
| Gelbes Symbol für Goldmedaillen mit stilisierten Olympischen Ringen | Graues Symbol für Silbermedaillen mit stilisierten Olympischen Ringen | Braundes Symbol für Bronzemedaillen mit stilisierten Olympischen Ringen |
| ------------------------------------------------------------------- | --------------------------------------------------------------------- | ----------------------------------------------------------------------- |
| —                                                                   | —                                                                     | 1                                                                       |

Montenegro nahm in Breslau an den World Games 2017 teil. Die Delegation bestand aus 4 Athleten und 2 Athletinnen.

## Teilnehmer nach Sportarten

### Jiu Jitsu
| Männer                          |                  |                                   |                  |                                  |                  |                  |                  |                             |                  |                  |                  |               |
| Vuk Dragutinovic Stefan Vukotic | Männer Duo       | Niederlande                       | 112.5:114        | Italien                          | 89.5:87.5        | Österreich       | 94:97            | Belgien                     | 94.5:96          | 4                |                  |               |
| Milos Kovacevic                 | 69 kg            | Boy Vogelzang                     | 0:50             | Eduardo Alberto Gutierrez Cortes | 0:50             | ausgeschieden    | ausgeschieden    | ausgeschieden               | ausgeschieden    | ausgeschieden    | ausgeschieden    | ausgeschieden |
| Dejan Vukcevic                  | +94 kg           | Alexandre Didier Georges Fromange | 1:7              | Angelos Varvarigos               | 12:5             | Rafael Riss      | 3:9              | Christian Alvarez Fernandez | 50:0             | Bronze           |                  |               |
| Frauen                          |                  |                                   |                  |                                  |                  |                  |                  |                             |                  |                  |                  |               |
| Mirjana Martinovic              | nicht angetreten | nicht angetreten                  | nicht angetreten | nicht angetreten                 | nicht angetreten | nicht angetreten | nicht angetreten | nicht angetreten            | nicht angetreten | nicht angetreten | nicht angetreten |               |

### Karate
| Frauen         |              |               |     |             |           |                  |                         |               |               |               |               |               |               |               |               |               |               |               |
| Marina Raković | Kumite 68 kg | Elena Quirici | 1:0 | Kayo Someya | No Winner | Katrine Pedersen | 2:2 Gewinn nach Punkten | ausgeschieden | ausgeschieden | ausgeschieden | ausgeschieden | ausgeschieden | ausgeschieden | ausgeschieden | ausgeschieden | ausgeschieden | ausgeschieden | ausgeschieden |